# Bons Aires (camp de futbol)
El camp de futbol de Bons Aires va ser el primer estadi de la Real Sociedad Alfonso XIII i a partir de 1931, després del canvi de nom, del RCD Mallorca. Estava ubicat al carrer General Riera de Palma, al costat de l'Hípica i la caserna de la Guàrdia Civil, substituïts ara per edificis.
El primer partit oficial. El 25 de març de 1916, vint dies després de la fundació del club, l'Alfonso XIII va disputar el seu primer partit oficial a Bons Aires. El rival, l'equip reserva del Futbol Club Barcelona, que es convertia així en el primer contrincant en la història del club. Amb una recaptació de 800 pessetes de l'època -cinc euros-, com reflecteix la Història del RCD Mallorca de Miquel Vidal i Jordi Vidal, el resultat va ser de 0-5 per als catalans. L'Alfons XIII va jugar aquell primer partit amb Ferrà, Ballester, Parpal, Calafell, Llauger, B. Janer, Vidal, Quint, Ramis, Ferrer i Llabrés. Al partit van assistir les principals autoritats de Mallorca, mentre que el rector de Sant Miquel Pablo Mir va beneir el camp. Les mides del terreny de joc eren de 96 metres de llarg per 64 d'amplada (l'actual Son Moix té 107x69) a partir de 1923, quan es van guanyar quinze metres als terrenys que tocaven amb la Hípica i els mateixos cap a la Séquia de la Vila. Aquestes generoses mesures del terreny de joc van convertir el Bons Aires en un dels més grans d'Espanya.
Quatre anys després de la celebració del primer partit, el 1920 es va construir una tribuna de preferència de 80 metres de longitud, "de ciment armat amb seients molt còmodes per a aquella època", com es descriu a Historia del Real Mallorca, de Tomeu Maura i Jaume Martí. Les millores no es van mantenir perquè, sota la supervisió de l'arquitecte Carles Garau, es van habilitar vestidors per als àrbitres, els equips filials i la gespa del terreny de joc. A més, es van enderrocar dues petites tribunes laterals de la part de Preferència, fet que va possibilitar l'augment del nombre de llotges.
El juny del 1925, en un partit de l'Alfons XIII amb la Selecció Anglesa, es va inaugurar la nova tribuna, amb el suport econòmic d'Antoni Moner, la persona que va substituir Adolfo Vázquez, primer president de l'entitat, i de Lluís Sitjar, que també accediria a la presidència i que va donar nom al nou estadi.
La Guerra Civil va obligar a tancar l'estadi el 1936. I no va ser fins al 22 de juny del 1939 quan va reobrir les portes, amb un partit entre un combinat mallorquinista i la Marina Italiana. A la temporada 1943-44, amb motiu de l'ascens del Mallorca a Segona Divisió, es planteja construir un nou camp de futbol. Per això es van comprar els terrenys d'El Fortí, a prop del velòdrom del Tirador. El 1945 s'inaugurava el Lluís Sitjar, 250 metre a l'oest. El Bons Aires, la primera casa del Mallorca, passava a la història.
Un dels darrers partits al camp va ser el controvertit Mallorca - Constància el 20 de maig de 1945, corresponent a la darrera jornada de la Segona Divisió, en què, després d'un polèmic arbitratge per part del col·legiat Cruellas, el Mallorca aconseguí la permanència, enviant el seu rival inquer a la promoció de descens.